# 沙兹迈
沙兹迈（法語：Chazemais，法語發音：[ʃazmɛ]）是法国阿列省的一个市镇，位于该省西部，属于蒙吕松区。

## 地理
沙兹迈（46°28'58"N, 2°31'32"E）面积29.1 平方千米，位于法国奥弗涅-罗讷-阿尔卑斯大区阿列省，该省份为法国中部省份，北起涅夫勒省、西北接谢尔省，西南至克勒兹省，南至多姆山省，东南临卢瓦尔省，东临索恩-卢瓦尔省。
与沙兹迈接壤的市镇（或旧市镇、城区）包括：欧德、拉沙普洛德、库尔赛、纳西尼、圣代西雷、瓦隆昂叙利、圣维特。

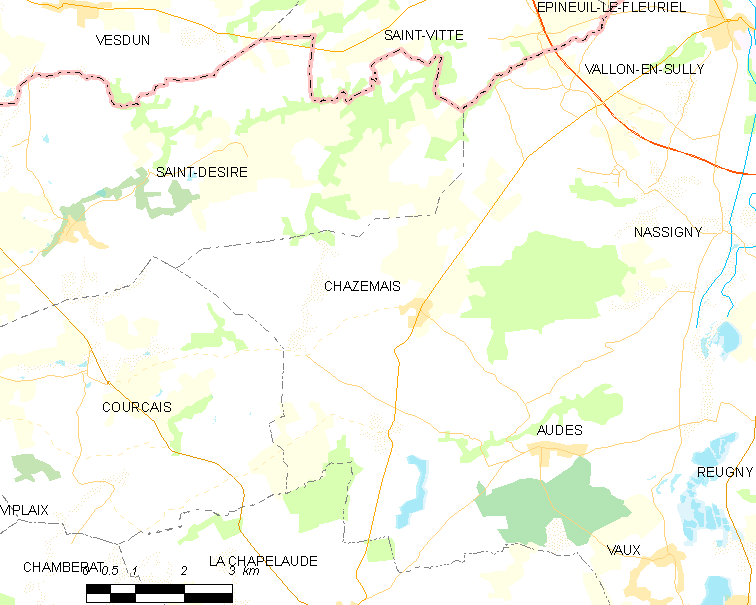
沙兹迈的OSM定位图

沙兹迈的时区为UTC+01:00、UTC+02:00（夏令时）。

## 行政
沙兹迈的邮政编码为03370，INSEE市镇编码为03072。

## 政治
沙兹迈所属的省级选区为于列勒县。

## 人口

1962-2008年间沙兹迈人口变化图示

沙兹迈于2022年1月1日时的人口数量为504人。